# Crônica dos Imperadores

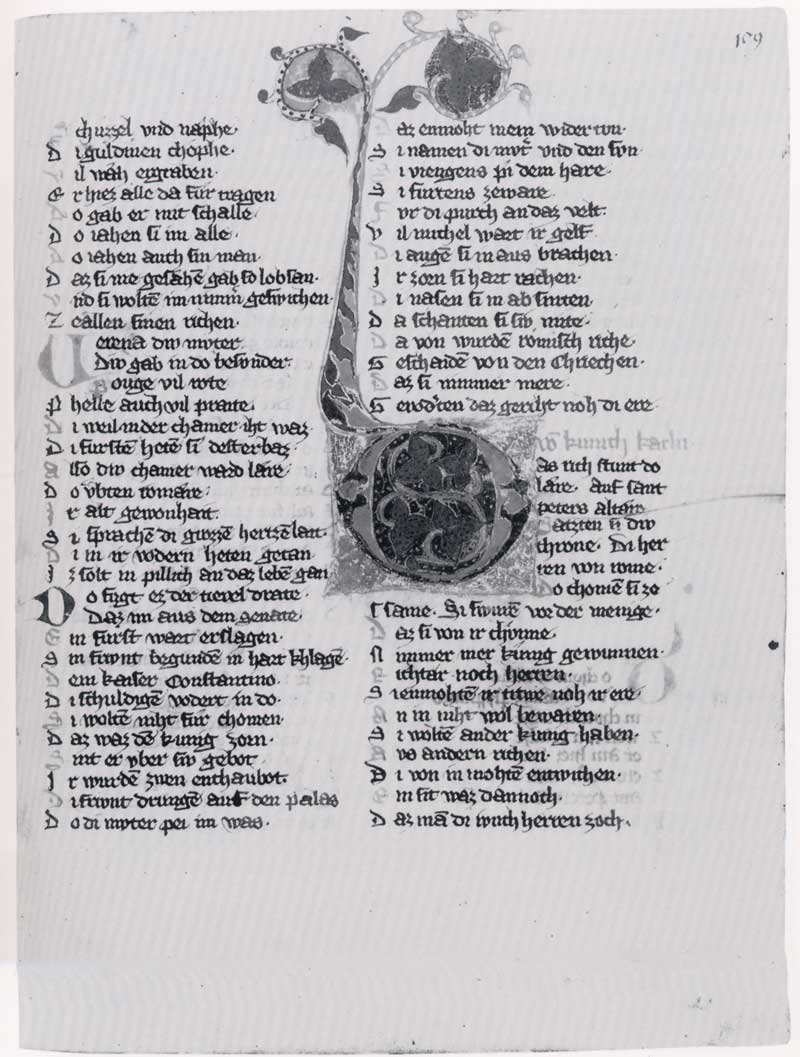
Fol. 109a dum manuscrito da Crônica dos Imperadores

A Crônica dos Imperadores (em alemão: Kaiserchronik) é uma crônica de imperadores do século XII, escrita em 17 283 linhas de verso alto-alemão médio. Nela consta uma história que percorre do período de Júlio César até Conrado III (r. 1138–1152), e procura dar um relato completo da história dos reis e imperadores romanos e germânicos, baseado em uma visão historiográfica da continuidade das sucessões romanas e germânicas. O padrão geral é de uma progressão do mundo pagão ao cristão, e disputas teológicas situam-se nos momentos decisivos da cristianização do império. Contudo, muito do material é lendário e fantástico, sugerindo que grandes seções foram compiladas de trabalhos anteriores, principalmente biografias mais curtas da vida de santos.
A crônica foi escrita em Ratisbona em algum momento após 1146. O poeta (ou ao menos o compilador final) foi presumivelmente um clérigo em serviço secular, um partidário dos guelfos. Contudo, a visão que foi escrito por Conrado, o Padre, autor da A Canção de Rolando, foi desacreditada. Dentre as fontes conhecidos está a Crônica de Wirzeburgo, a Crônica de Eceardo de Aura e a Canção de Anno; a relação com a Canção de Anno recebeu especial atenção dos estudiosos, com as teorias sobre uma predileção da Crônica dos Imperadores ou uma fonte comum sendo gradualmente descartadas.
A julgar pelo grande número de manuscritos (12 completos e 17 parciais), deve ter sido muito popular, e foi continuada duas vezes no século XIII: a primeira adição, a "continuação bavária", compreende 800 versos, enquanto a segunda, a "continuação suábia", que levou o poema para o Interregno (r. 1254–1273), consiste em 483 linhas. A Crônica dos Imperadores por sua vez foi usada como uma importante fonte para outras crônicas em verso do século XIII, notadamente aquela de Jans der Enikel.
A crônica foi publicado pela primeira vez integralmente em 1849-1854 por Hans Ferdinand Massmann, cujo trabalho foi descrito como uma "editionsphilologischer Amoklauf" (um editor filológico correndo solto), embora faz presente uma impressionante coleção de análogos. A única edição crítica é aquela de Edward Schröder. Há também uma edição de sala de aula de excertos com tradução paralela em inglês. Um projeto para produzir uma nova edição integral com tradução paralela em inglês e ao mesmo tempo colocando todos os manuscritos digitalizados online foi anunciada pela Universidade de Londres em dezembro de 2012.